# ドゥンスタン
ダンスタン（Dunstan /dʌnstən/ , 909年頃[別の説では924年頃] - 988年5月19日）は、イングランドの聖職者、政治家。カトリック教会・聖公会・正教会で聖人。

## 生涯
グラストンベリの小村にある教堂のかたわらで生まれた。父ヘオルスタンは富み、親類には3人の司教がいる有力な家柄であった。魔術を行ったかどでイングランド王アゼルスタンの宮廷を追われ、グラストンベリー修道院に入る。940年から946年まで同院の修道院長に任命される。修道院にベネディクト会の厳重な戒律と禁欲主義を採りいれた。国王エドレッドの顧問として政治勢力をふるったが、956年から957年まで国王エドウィによりフランドルに追放され、ついで国王エドガーに959年に呼び戻された。ウスターとロンドンの司教に、959年にカンタベリー大司教となる。再び政権をとって、北部地方を鎮定することで支配下に入ったデーン人を国民の一部とし、教会や国家の高い地位につけた。商業に関心をもち、貨幣の制定や度量衡を励行した。アルフレッド大王の精神を引き継いで教育を振興し、翻訳事業を再開した。ゴールの最も著名な学者アボーをフリューリから招聘したのもドゥンスタンである。法律の権威を高め、地主に十分の一税の支払いを強要した。エドガー死後の王位継承をめぐる内乱をわずかに阻止することができたが、988年に彼が擁立したエドワード殉教王が暗殺された後、カンタベリーに引退する。

## 人物評価
歴史家のトレヴェリアンはドゥンスタンについて「サマセットのセイン（領主）の息子である彼はケルト人の宗教的気質や激情をもってはいたが、それは冷静で公正な政治家としての判断力と特徴的に混じり合っていた。彼は長年の間、王の顧問で最も有力な人物であった。宮廷における彼の権力は、ローマ教会復活の徴でもある。」と書いている。幼少の頃に覚えた異教時代の歌や伝説に心惹かれ、旅行中に必ずハープを携えるなど音楽に対する熱情は生涯変わらなかった。ドゥンスタンは聖書ばかりでなく、世俗の本の研究にも没頭し、一時そのために病気になったほどであった。学問の誉れは名高かったが、建築・手芸にまでいたる多芸多才のために無学な王族や廷臣たちの不信を買うことにもなる。北部地方におけるデーン人の古い権利を尊重し「その選ぶ最高の法とともに」保持させたことは、彼が寛容な人間でもあったことを証明する。
ドゥンスタンが教会に贈った金属細工に刻まれた銘文より、優れた金属細工師であったと推測するものいるが、彼の芸術的才能を示す証拠はほとんど残っていない。また教会の鐘やパイプオルガンの制作に携わった事から、金属細工師の守護聖人となっている。

## 伝説

### カーンの奇蹟
エドガー平和王の死後、修道院勢力に抑制されてきた諸侯など世俗勢力は自らを在俗聖職者と称し、王位継承に関する混乱を起こして勢力の巻き返しを図った。混乱の収拾を委ねられたドゥンスタンは国内の聖職者を網羅した聖職者会議を開いたが、議論は紛糾し回を重ねることとなった。977年にウィンチェスターの北西にあるカーンで改めて会議が招集された。世俗勢力の参加者たちはドゥンスタンに追及と非難の言葉を浴びせ詰め寄った。すると突然、会場となっていた2階ホールの床全体が抜け、ドゥンスタンの敵対者たちはみな落下し死傷した。しかし、ドゥンスタンが立っていた梁だけは残り落下を免れた。事件は「カーンの奇蹟」と呼ばれ、修道院勢力の正しさを明らかにする徴とされた。

### 悪魔祓い

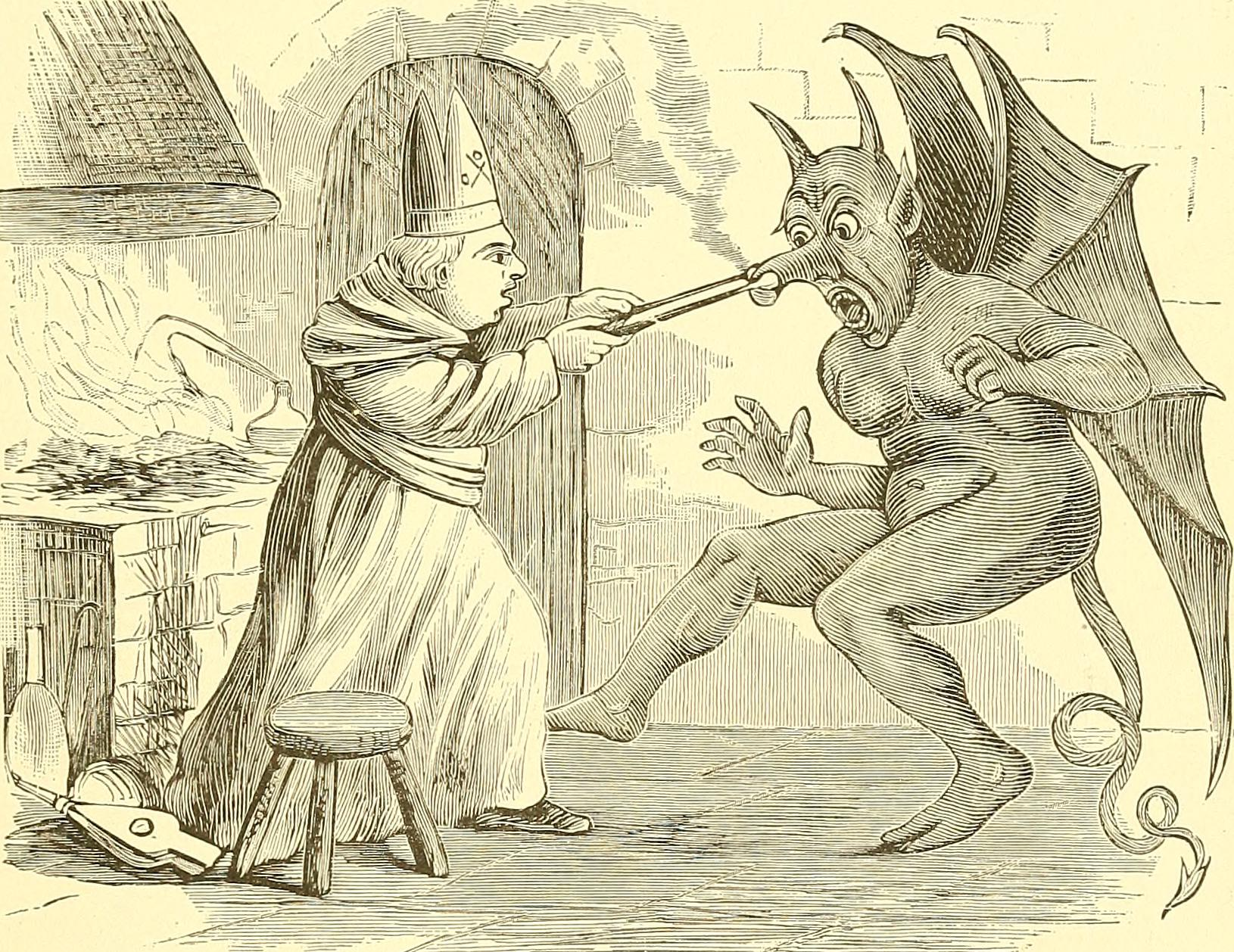
"Zigzag journeys in northwest lands. The Rhine to the Arctic(1884)"の挿絵

ドゥンスタンを誘惑しようと美女に化けた悪魔が表れたが、赤熱したはさみで悪魔の鼻をつまみ退散させたという。このような伝説から、聖ドゥンスタンは鍛冶屋の守護聖人とされる。また民謡やチャールズ・ディケンズの『クリスマス・キャロル』などに言及が見られる。

### 魔よけの蹄鉄

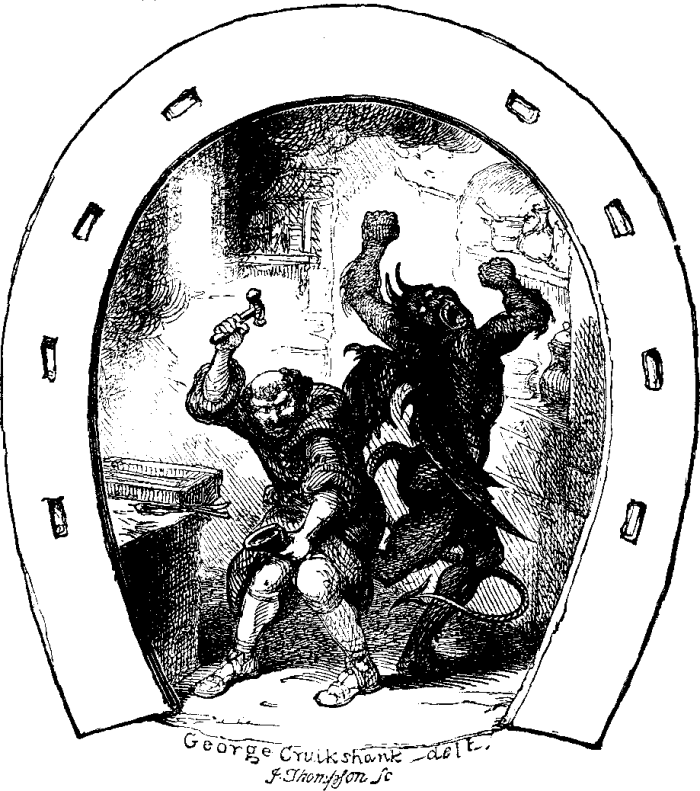
『ドゥンスタンと悪魔』ジョージ・クルックシャンク画(1871年)

ドゥンスタンは熟練の蹄鉄工であった。ある日悪魔から一本の蹄に蹄鉄をつけるよう依頼された。依頼を受けたドゥンスタンは、作業中に悪魔を痛めつけた。悪魔がやめるように懇願するので、馬の蹄鉄が飾ってある場所には入り込まないという条件で聞き入れた。十世紀にこの伝説が生まれると、悪魔たちはこの契約を守っていると信じられており、ドアに蹄鉄をかけておけば悪魔が寄り付かないと言われるようになった。